# Panacca trigona
Panacca trigona is een tweekleppigensoort uit de familie van de Parilimyidae. De wetenschappelijke naam van de soort is voor het eerst geldig gepubliceerd in 2007 door Sasaki & Okutani.